# Don't Worry About Me
Don't Worry About Me és l'únic àlbum editat per Joey Ramone en solitari. S'edità el 2002, després de la seva mort el 2001.

## Cançons de l'àlbum
Totes les cançons han estat escrites per Joey Ramone excepte les que s'especifiquen.
1. "What a Wonderful World" (Bob Thiele, George David Weiss) – 2:23
2. "Stop Thinking About It" (Joey Ramone, Andy Shernoff) – 2:57
3. "Mr. Punchy" – 2:35
4. "Maria Bartiromo" – 3:58
5. "Spirit in My House" – 2:02
6. "Venting (It's a Different World Today)" – 3:17
7. "Like a Drug I Never Did Before" – 2:04
8. "Searching for Something" (Joey Ramone, Al Maddy) – 4:12
9. "I Got Knocked Down (But I'll Get Up)" – 3:42
10. "1969" (Dave Alexander, James "Iggy Pop" Osterberg, Ron Asheton, Scott Asheton) – 3:40
11. "Don't Worry About Me" – 3:55

## Crèdits
- Joey Ramone – cantant solista
- Daniel Rey – guitarra, veus
- Andy Shernoff – baix, veus
- Frank Funaro – bateria a les cançons "Stop Thinking About It", "Spirit in My House", "I Got Knocked Down (But I'll Get Up)" i "Don't Worry About Me"
- Joe McGinty – teclat a les cançons "What a Wonderful World" "Spirit in My House", "I Got Knocked Down (But I'll Get Up)" i "Don't Worry About Me"
- Marky Ramone – bateria a les cançons "What A Wonderful World", "Mr. Punchy", "Maria Bartiromo", "Venting (It's A Different World Today)", "Like a Drug I Never Did Before" i "Searching for Something"
- Captain Sensible – veus a la cançó "Mr. Punchy"
- Dr. Chud – bateria a la cançó "1969"
- Jerry Only – baix a la cançó "1969"
- Mickey Leigh – guitarra, veus a la cançó "Don't Worry About Me"
- Al Maddy – guitarra, baix, veus a la cançó "Searching for Something"
- Veronica Kofman – veus a la cançó "Mr. Punchy"
- Helen Love – veus a la cançó "Mr. Punchy"